# Козлачиха
Козлачиха — река в России, протекает по Бийскому району Алтайского края. Устье реки находится в 18 км от устья Бехтемира по левому берегу. Длина реки составляет 14 км.

## Данные водного реестра
По данным государственного водного реестра России относится к Верхнеобскому бассейновому округу, водохозяйственный участок реки — Бия, речной подбассейн реки — Бия и Катунь. Речной бассейн реки — (Верхняя) Обь до впадения Иртыша.